# Bruce Abdoulaye
Bruce Abdoulaye (Château-Thierry, 15 aprile 1982) è un allenatore di calcio ed ex calciatore francese naturalizzato congolese (Repubblica del Congo), di ruolo difensore.